# Ульяновка (Васильковский район)
Ульяновка (укр. Улянівка) — село,
Васильковский поселковый совет,
Васильковский район,
Днепропетровская область,
Украина.
Код КОАТУУ — 1220755110. Население по переписи 2001 года составляло 21 человек.

## Географическое положение
Село Ульяновка находится на левом берегу реки Волчья,
выше по течению на расстоянии в 0,5 км расположено село Ивановка,
ниже по течению на расстоянии в 1,5 км расположен посёлок Правда,
на противоположном берегу — пгт Васильковка.